# سورینگدا
سورینگدا (انگلیسی: Suringda) یک خلیج در سرزمین کراسنویارسک کشور روسیه است.